# Really Love You
«Really Love You» es una canción escrita por Paul McCartney y Ringo Starr (su primer crédito compartido) y publicado originalmente en el álbum de 1997 de Paul McCartney, Flaming Pie. En 2005, fue publicado como sencillo en CD.
La canción fue escrita durante una sesión el día después de que McCartney y Starr grabaran "Beautiful Night", otra canción de Flaming Pie que cuenta con Starr en la batería. 

## Personal
- Paul McCartney – vocalista principal, voz secundaria, bajo eléctrico, guitarra eléctrica, piano Wurlitzer.
- Jeff Lynne – voz secundaria, guitarra eléctrica.
- Ringo Starr – batería

Personal por Flaming Pie (libreta)